# JFA 全日本女子フットサル選手権大会
JFA 全日本女子フットサル選手権大会（ジェイエフエイぜんにほんじょしフットサルせんしゅけんたいかい）は、日本の女子フットサルの全国大会である。日本サッカー協会が主催し、日本フットサル連盟と開催地となった都道府県のサッカー協会が主管する。

## 歴史
2000年に日本フットサル連盟主催によりティファール・カップ レディース・フットサル大会として開催されたのが始まり。グループセブジャパンが後援し、同社のブランド「ティファール」の名を冠していた。2004年より日本サッカー協会に主催を移して全日本女子フットサル選手権大会となった。冠スポンサー契約により、2007年度（第4回）大会まではティファール・カップ 全日本女子フットサル選手権大会と呼称された。
各地区予選を勝ち抜いた16チームが、4チーム総当りの1次ラウンドとノックアウト方式の決勝ラウンドを戦い、女子フットサル日本一を決める。
第17回大会まで本大会は11月に開催されていたが、第17回大会から年度末の3月に変更された。
最多優勝は、FUN Ladiesの6回である。

## 結果

### ティファール・カップ レディース・フットサル大会
| 回 | 年度   | 優勝                            | 決勝スコア | 準優勝           | 会場                                  |
| -- | ------ | ------------------------------- | ---------- | ---------------- | ------------------------------------- |
| 1  | 2000年 | PARAREDS                        |            |                  |                                       |
| 2  | 2001年 | PARAREDS                        |            |                  |                                       |
| 3  | 2002年 | 大原学園JaSRA女子サッカークラブ |            | Fun Ladies       | 東京・代々木第一体育館                |
| 4  | 2003年 | 大和シルフィード98              | 9-4        | 室蘭大谷高等学校 | 神奈川・横浜国際プール メインアリーナ |

### 全日本女子フットサル選手権大会
| 回 | 年度   | 優勝                             | 決勝スコア   | 準優勝                                   | 会場                             |
| -- | ------ | -------------------------------- | ------------ | ---------------------------------------- | -------------------------------- |
| 1  | 2004年 | PARAREDS FUTSAL Setagaya         |              |                                          |                                  |
| 2  | 2005年 | FUN Ladies                       | 2-2 (PK 3-1) | 大原学園JaSRA女子サッカークラブ          | 東京・駒沢体育館                 |
| 3  | 2006年 | FUN Ladies                       | 4-2          | PREDATOR URAYASU FUTSAL CLUB Las Bonitas | 東京・駒沢体育館                 |
| 4  | 2007年 | FUN Ladies                       | 3-1          | Baldral URAYASU Futbol Sala Las Bonitas  | 東京・駒沢体育館                 |
| 5  | 2008年 | FUN Ladies                       | 2-0          | 大原学園JaSRAフットサルクラブ            | 静岡・エコパアリーナ             |
| 6  | 2009年 | FUN FC Ladies                    | 2-1          | バルドラール浦安ラスボニータス           | 愛知・パークアリーナ小牧         |
| 7  | 2010年 | 武蔵丘短期大学シエンシア         | 3-3 (PK 5-4) | バルドラール浦安ラスボニータス           | 三重・三重県営サンアリーナ       |
| 8  | 2011年 | アルコイリス神戸                 | 3-1          | アマレーロ／峰FC                         | 兵庫・グリーンアリーナ神戸       |
| 9  | 2012年 | FUN FC Ladies Com Veex           | 4-2          | バルドラール浦安ラス･ボニータス          | 福岡・北九州市総合体育館         |
| 11 | 2014年 | アルコイリス神戸                 | 3-1          | 丸岡RUCKレディース                       | 福岡・北九州市総合体育館         |
| 10 | 2013年 | アルコイリス神戸                 | 3-0          | カフリンガボーイズ東久留米               | 福岡・北九州市総合体育館         |
| 12 | 2015年 | SWHレディース                    | 2-1 (延長)   | 丸岡RUCKレディース                       | 釧路・湿原の風アリーナ釧路       |
| 13 | 2016年 | アルコイリス神戸                 | 4-0          | SWHレディース                            | 北海道・北海きたえーる           |
| 14 | 2017年 | 福井丸岡RUCKレディース           | 4-2          | さいたまサイコロ                         | 北海道・北海きたえーる           |
| 15 | 2018年 | アルコイリス神戸                 | 1-0          | SWHレディース                            | 石川県・金沢市                   |
| 16 | 2019年 | バルドラール浦安ラス･ボニータス  | 1-0          | SWHレディース                            | 石川県・金沢市                   |
| 17 | 2020年 | SWH西宮レディース                | 1-1 (PK 7-6) | バルドラール浦安ラス・ボニータス         | 北海道帯広市・よつ葉アリーナ十勝 |
| 18 | 2022年 | バルドラール浦安ラス・ボニータス | 6-1          | アルコ神戸                               | 北海道帯広市・よつ葉アリーナ十勝 |
| 19 | 2023年 | バルドラール浦安ラス・ボニータス | 6-1          | アルコ神戸                               | 浜松                             |
| 20 | 2024年 | SWHレディース西宮                | 4-4 (PK 5-3) | バルドラール浦安ラス・ボニータス         | 日環アリーナ栃木                 |

## 試合中継
- 第3回大会はEXスポーツで中継が行われた。